# Bruno Ruffo
Pour les articles homonymes, voir Ruffo.
Bruno Ruffo (né le 9 décembre 1920 à Vérone et mort le 10 février 2007 en Italie) était un pilote de vitesse moto italien.

## Biographie
Bruno Ruffo fut trois fois champion du monde en vitesse (1949 et 1951 en 250 cm3 et 1950 en 125 cm3). Il compte quatre victoires en Grand prix des championnats du monde pour 10 podiums.
Bruno Ruffo mit un terme à sa carrière sportive en 1953 à la suite d'un accident et se retira dans sa ville natale, Vérone.

## Palmarès
| Année | Catégorie | Class. | Moto       | Victoires en GP |
| ----- | --------- | ------ | ---------- | --------------- |
| 1949  | 250 cm3   | 1er    | Moto Guzzi | 1               |
| 1950  | 125 cm3   | 1er    | Mondial    | 1               |
| 1950  | 250 cm3   | 3e     | Moto Guzzi | 0               |
| 1951  | 250 cm3   | 1er    | Moto Guzzi | 2               |
| 1951  | 500 cm3   | 19e    | Moto Guzzi | 0               |
| 1952  | 250 cm3   | 6e     | Moto Guzzi | 0               |

## Carrière en Grand Prix moto

### Détails
(Les courses en italiques indique le record du tour)
| Année | Catégorie | Moto       | 1     | 2     | 3     | 4     | 5     | 6     | 7     | 8     | Points | classement final | Victoire |
| ----- | --------- | ---------- | ----- | ----- | ----- | ----- | ----- | ----- | ----- | ----- | ------ | ---------------- | -------- |
| 1949  | 250 cm3   | Moto Guzzi | IOM - | SUI 1 | ULS 2 | NAT 4 |       |       |       |       | 24     | 1er              | 1        |
| 1950  | 125 cm3   | Mondial    |       | NED 1 |       | ULS 2 | NAT 4 |       |       |       | 17     | 1er              | 1        |
| 1950  | 250 cm3   | Moto Guzzi | IOM - |       | SUI 2 | ULS - | NAT - |       |       |       | 6      | 3e               | 0        |
| 1951  | 250 cm3   | Moto Guzzi | ESP - | SUI 2 | IOM - | BEL - | NED - | FRA 1 | ULS 1 | NAT 3 | 22     | 1er              | 2        |
| 1951  | 500 cm3   | Moto Guzzi | ESP - | SUI - | IOM - | BEL - | NED - | FRA - | ULS - | NAT 5 | 2      | 19e              | 0        |
| 1952  | 250 cm3   | Moto Guzzi | SUI - | IOM 6 | NED 2 | GER - | ULS - | NAT - |       |       | 7      | 6e               | 0        |

### Par catégorie
| Cat.    | Année     | 1er GP   | 1er Podium | 1re Victoire | Courses | Victoires | Podiums | Pole | M.tours¹ | Points | Titres |
| ------- | --------- | -------- | ---------- | ------------ | ------- | --------- | ------- | ---- | -------- | ------ | ------ |
| 125 cm3 | 1950      | NED 1950 | NED 1950   | NED 1950     | 3       | 1         | 2       | NC   | 1        | 17     | 1      |
| 250 cm3 | 1949-1952 | SUI 1949 | SUI 1949   | SUI 1949     | 10      | 3         | 8       | NC   | 4        | 59     | 2      |
| 500 cm3 | 1951      | NAT 1951 |            |              | 1       | 0         | 0       | NC   | 0        | 2      | 0      |
| Total   | 1949-1952 |          |            |              | 14      | 4         | 10      | NC   | 5        | 78     | 3      |